# لماذا يتقاتل الرجال (كتاب)
لماذا يتقاتل الرجال: طريقة لإلغاء الحروب الدولية هو كتاب كتبه عالم الرياضيات والفيلسوف برتراند رسل عام 1916 ونشر أيضا تحت عنوان «أساسيات إعادة البناء الاجتماعي»، وكتبه رداً على الدمار الذي خلفته الحرب العالمية الأولى، يعرض الكتاب أفكار برتراند رسل عن الحرب، والسلام، والمنطق، والدافع، والحرية الشخصية.
يجادل بأن النهج الفردي لليبرالية التقليدية قد بلغ حدوده وأنه عندما يعيش الأفراد بشغف، لن يكون لديهم أي رغبة في الحرب أو القتل. ويقول أيضاً بأنه على العكس من ذلك، فإن ضبط النفس المفرط أو التعقل يجعلنا نعيش بشكل غير طبيعي وفي عداوة تجاه أولئك الذين يختلفون عنا. ساهم هذا العمل الهائل بشكل كبير في شهرة راسل كناقد اجتماعي هائل وناشط مناهض للحرب.
ظل راسل رافضاً لفكرة الحرب من الأساس في زمن الحرب العالمية، وازدرى على طول الخطكل التبريراتلها أو لأي حروب أخرى، ومع القناعة الناتجة عن المعرفة العميقة، واتساع الرؤية، والفهم المتعاطف، والخيال البنّاء، يذكر في هذا الكتاب أسباب تقاتل الرجال، وعدم جدوى هذه الأسباب، والأمل المعلق في حل يمكن أن يصل إليه العالم في المستقبل.
يقول راسل أن الرجال يقاتلون لأنهم كانوا حتى الآن محكومين في معتقداتهم وفي سلوكهم بمبدأ السلطة؛ لأن هذا المبدأ قد دعم الدين في الكنيسة، والفخر الوطني في الدولة، وقد عززته الأخيرة بدورها في المواطنين عن طريق النظم التعليمية الخاصة والعامة.كما أنهم يقاتلون لأن السلطة تميل إلى أن تصبح استبدادية ومثيرة للجدل وبالتالي قمعية ؛ولأن الظلم يوسع الفجوة بين المصالح التي أصبحت متضاربة ؛ولأن الحل الأبسط والأقل مقاومة هو تسوية جميع الخلافات بمقياس المعركة.
الرجال يقاتلون لأنهم جاهلون،ومستبدون، وأنانيون، ومتمركزين حول ذواتهم. سيتوقف الرجال عن القتال عندما تُحكم حياة الفطرة، وحياة العقل بحياة الروح. سيتوقفون عن القتال عندما يكتسبون الشجاعة الحقيقية التي يمكن أن تواجه الحياة غير المألوفة، عندما يكونون مستعدين لمجابهة الوحدة، والمعارضة، والفقر، واللامبالاة من أجل تجنب تضحية ومأساة الحرب التي لا داعي لها. الحكمة، والأمل، والشجاعة، والإيمان، والمحبة وحدها يمكن أن تحقق النصر على الحرب.
إنها ليست عقيدة شعبية يعظها برتراند راسل، بل هو من أولئك الذين كتبوا -على غرار إيروينإدمان بعد قراءة لماذا يقاتل الرجال-وقاتلوا الطرق الوعرة والمحرمة لإشعال الحقائق.ومع ذلك، فإنه يخلق أملاً جديداً بأنه من خلال نشر هذه الحقائق على نطاق واسع، قد تبني أجيال المستقبل عالماً أفضل من العالم الذي يدمر نفسه في الخراب.

## المحتويات
الكتاب متاح للقراءة مجاناً في ويكي مصدر. ويتألف من الفصول الآتية:
- مبادئ النمو
- الحكومة
- الحرب كمؤسسة
- الملكية
- التعليم
- الزواج وسؤال السكان
- الدين والكنائس
- ماذا نستطيع أن نفعل